# 샤이니의 헬로 베이비
샤이니의 헬로 베이비는 KBS joy에서 매주 화요일 밤 12시에 방송되고 있는 5명의 샤이니 멤버들과 아기와 함께 겪게 되는 과정을 그린 성장 프로그램이다.

## 출연진
- 샤이니(온유, 종현, Key, 민호, 태민): 아빠
- 정유근: 아기[주해 1]

## 같이 보기
- 소녀시대의 헬로 베이비 (2009년)
- 티아라의 헬로 베이비 (2010년~2011년)
- 슈퍼주니어와 씨스타의 헬로 베이비 (2011년)
- 엠블랙의 헬로 베이비 (2012년)
- B1A4의 헬로 베이비 (2012년)

## 주해
1. ↑  정유근(남) (2007년 10월 27일 생, 생후 만 4세)

| 케이비에스 조이의 성장 프로그램 |                           |                      |
| 전작                            | 현작 샤이니의 헬로 베이비 | 후작                 |
| 소녀시대의 헬로 베이비          | 현작 샤이니의 헬로 베이비 | 티아라의 헬로 베이비 |
|                                 |                           |                      |
|                                 |                           |                      |